# Venere con due amorini
La Venere con due amorini è un dipinto a olio su tavola del pittore italiano Andrea Piccinnelli, noto come il Brescianino, che fa parte delle collezioni della galleria Borghese di Roma.

## Storia
Questa tavola venne posta nel secolo diciassettesimo nella stanza delle Veneri della Villa Borghese (oggi nota come stanza di Ercole), facendo coppia con il quadro Venere e Amore che reca il favo di miele di Lucas Cranach il Vecchio, un'altra opera di formato verticale ritraente la dea Venere in piedi. Per molto tempo la Venere con due amorini venne ritenuta una creazione di Andrea del Sarto, un'attribuzione derivata dal testo Villa Borghese fuori di Porta Pinciana, scritto da Iacomo Manilli e dato alle stampe nel 1650. Nel 1842 Platner la attribuì a Domenico Beccafumi, mentre nel 1920 Hermann Voss la avvicinò alla maniera del Puligo. Gustavo Frizzoni fu il primo a riattribuire la tavola al Brescianino, e da allora quest'attribuzione si è stabilizzata.

## Descrizione
L'opera ritrae la dea dell'amore nella mitologia romana, Venere, all'interno di una nicchia architettonica, in compagnia di due amorini con i capelli al vento, uno dei quali impugna un arco. Ella è ritratta in piedi, completamente nuda, mentre contempla una conchiglia che regge con la sua mano destra. La conchiglia è un riferimento alla nascita di questa divinità, nata dalla spuma del mare. La donna, una vera e propria statua vivente, sembra voler uscire dalla nicchia grigia "con sensuale morbidezza", in quanto poggia il suo piede sinistro al di fuori del pavimento dell'edicola architettonica.